# نيل ماغني
أوتنيل «نيل» جاك ماغني (بالإنجليزية: Aoutneil "Neil" Jacques Magny؛ مواليد 3 أغسطس 1987) هو مقاتل فنون قتالية مختلطة أمريكي. يُنافس حاليا في فئة وزن الوسط في يو إف سي.

## سجل فنون القتال المختلطة
| السجل المهني |        |          |
| 38 نزال      | 28 فوز | 10 خسارة |
| ضربة قاضية   | 7      | 2        |
| إخضاع        | 4      | 6        |
| قرار القضاة  | 17     | 2        |

## وصلات خارجية
- نيل ماغني على موقع يو إف سي (الإنجليزية)
- نيل ماغني على موقع شيردوغ (الإنجليزية)
- نيل ماغني على موقع Tapology.com (الإنجليزية)
- نيل ماغني على موقع IMDb (الإنجليزية)
- نيل ماغني على موقع قاعدة بيانات الفيلم (الإنجليزية)